# Xinzhou (Wuhan)
Xinzhou (chiń. upr. 新洲区; chiń. trad. 新洲區; pinyin Xīnzhōu Qū) – dzielnica we wschodniej części miasta Wuhan w prowincji Hubei w Chińskiej Republice Ludowej. Według danych z 2011 roku, liczba mieszkańców dzielnicy wynosiła 960866.